# Joakim Andersson (friidrottare)
Joakim Andersson, född 19 oktober 1992 är en svensk medeldistanslöpare som främst springer 800 meter. Han började sin friidrottssatsning som 17-åring i IFK Trelleborg, men bytte år 2020 klubb till Spårvägens FK.
Joakim Andersson presterade 2016 1:49.73 på Sollentuna GP. Året efter sprang han på Karlstad GP med tiden 1:48.44. Efter att även ha tagit brons på både Inne-SM och SM utomhus fick han en plats i landslaget. Han blev 2017 trea och näst bäste svensk i Finnkampen på Stockholms stadion. År 2020 blev han uttagen till Nordenkampen med landslaget där han vann på tiden 1:48.38. Bara två dagar senare pressade han tiden ytterligare till 1:48.03 under Sätra GP i Stockholm. Innesäsongen avslutades sedan med att han tog sin hittills bästa placering på ett SM när han tog silver på ISM i Växjö.

## Personliga rekord
| Utomhus - 100 meter – 11,74 (Trelleborg, Sverige 26 april 2014) - 200 meter – 22,93 (Göteborg, Sverige 8 juli 2012) - 400 meter – 48,21 (Göteborg, Sverige 15 juli 2016) - 800 meter – 1.46,51 (Stockholm, Sverige 4 juli 2021) - 1 500 meter – 3:52,30 (Huddinge, Sverige 11 juli 2020) - 3 000 meter – 9:47,06 (Hässleholm, Sverige 26 juli 2009) | Inomhus - 400 meter – 49,98 (Malmö, Sverige 13 februari 2016) - 800 meter – 1:48,03 (Stockholm, Sverige 11 februari 2020) |